# Redleiten
Redleiten is een gemeente in de Oostenrijkse deelstaat Opper-Oostenrijk, gelegen in het district Vöcklabruck. De gemeente heeft ongeveer 500 inwoners.

## Geografie
Redleiten heeft een oppervlakte van 14 km². De gemeente ligt in het zuidwesten van de deelstaat Opper-Oostenrijk. Het ligt ten noordoosten van de deelstaat Salzburg en ten zuiden van de grens met Duitsland.
- Gemeinsame Normdatei: 4717656-8
- Virtual International Authority File: 244302800
- WorldCat: E39PBJfh6TwkQBCbWwVqMgmWXd